# The Dome
The Dome ist eine Musikshow, die von Januar 1997 bis November 2012 viermal im Jahr stattfand und am 30. November 2018 erneut auf Sendung ging. Die Aufzeichnungen fanden in der Vergangenheit regelmäßig vor Ort in für großes Publikum geeigneten Großhallen in Deutschland und auch Österreich statt. Bei diesen Veranstaltungen traten zahlreiche Bands, DJs und Solokünstler auf. Übertragen wurde The Dome jeweils mehrmals bei RTL II und VIVA, früher auch ATV. In der Vergangenheit wurden bereits zahlreiche Sampler unter der Reihenbezeichnung „The Dome Volume…“ veröffentlicht.
Am 22. Dezember 2012 gab RTL II das Ende der Musikshow bekannt, wobei der Name „The Dome“ aber weiterhin bestehen bleiben soll.
Bis 2009 wurde THE DOME von der TV-Produktionsfirma MME Me, Myself & Eye Entertainment produziert. Seit 2010 hat dies die DEF Media GmbH übernommen.
2016 ließ RTL II The Dome wiederaufleben. Am 19. Juli 2016 wurde eine neue Folge unter dem Titel The Dome Summer 2016 ausgestrahlt, die von Collien Ulmen-Fernandes moderiert wurde.
Vom Konzept wurde die Show verändert. The Dome wurde nicht mehr aus einer großen Halle gesendet, sondern Collien Ulmen-Fernandes moderierte von angesagten Partystränden in ganz Europa. DJs sowie prominente Paten (u. a. Pia Tillmann, Joey Heindle, Kay One, Rocco Stark) stellten in dem Format ihre liebsten Sommersongs vor und aktuelle Chartsongs wurden zu einem Partymix zusammengestellt.

## Veranstaltungen
| Nr | Datum              | Halle                                  | Ort               | Moderation | Künstler |
| 1  | 25. Januar 1997    | Arena Oberhausen                       | Oberhausen        | Daisy Dee und Nick Maloney                                                                                             | La Bouche, Ghetto People, *NSYNC, DJ BoBo, X-Perience, Die Fantastischen Vier, Bed & Breakfast, Caught in the Act, Pharao, Masterboy, Tic Tac Toe, Real McCoy, Scooter, Sam, Human Nature und Rytmica feat. Big Reggie |
| 2  | 3. Mai 1997        | Festhalle                              | Frankfurt am Main | Daisy Dee und Sebastian Radke                                                                                          | Captain Jack, Interactive, Ginuwine, 2 for Good, Sabrina Setlur, Human Nature, C-Block, DJ BoBo, Funky Diamonds, Nana, Faray, Down Low, Boy George, Der Wolf, Jam & Spoon feat. Plavka, Marky Mark, Caught in the Act und No Mercy |
| 3  | 22. August 1997    | Deutschlandhalle                       | Berlin            | Daisy Dee und Rob Green                                                                                                | Lyte Funkie Ones, Wyclef Jean, DJ BoBo, Vertigo, Worlds Apart, Tania Evans, Boyzone, Chilli, The Boyz, Anjali feat. Preshuz T., No Mercy, Nana, Touché, Tic Tac Toe, Lutricia McNeal, *NSYNC und Bellini |
| 4  | 29. November 1997  | Hanns-Martin-Schleyer-Halle            | Stuttgart         | Daisy Dee und Sebastian Radke                                                                                          | Hanson, Cappuccino, La Bouche, All Saints, Nana, Caught in the Act, Awesome, Sash!, Solid Harmony, Down Low, Sabrina Setlur, Pappa Bear, Bell, Book & Candle, Aaron Carter, L.A.P.D., Backstreet Boys, Funky Diamonds und „Hand in Hand for Christmas“ (Funky Diamonds, Michael Evans, 3Deep, Sista Sista, Bed & Breakfast, Lorenza, Joy, Sugar & Cream, Amex Love, R&B)                                |
| 5  | 17. März 1998      | Arena Oberhausen                       | Oberhausen        | Daisy Dee und Sebastian Radke                                                                                          | Wes, Verena, Flip da Scrip, Sweetbox, Down Low, Touché, Young Deenay, Bell, Book & Candle, Die Toten Hosen, Coma, Spektacoolär, Awesome, Basis, Run DMC vs. Jason Nevins, Poetry'n'Motion, Pappa Bear, Culture Beat, Espen Lind und Nana |
| 6  | 22. Mai 1998       | Arena Oberhausen                       | Oberhausen        | Daisy Dee und Sebastian Radke                                                                                          | Loona, Caught in the Act, Louise, Boyzone, 2ruff, Basic Connection, Worlds Apart, Jam & Spoon, Savage Garden, Ace of Base, Ultimate Kaos, R'n'G, The Moffatts, 4 the Cause, Lisa Loeb, Vivid, Robyn, Ricky Martin und Vengaboys |
| 7  | 5. September 1998  | Arena Oberhausen                       | Oberhausen        | Daisy Dee und Sebastian Radke                                                                                          | Billie, Scooter, Five, In-Mood feat. Juliette, Rafet el Roman, DJ BoBo, Gil, Culture Beat, Ace of Base, Sasha feat. Young Deenay, Young Deenay, Daniella's Daze, Sash! feat. Tina Cousins, Aleksey, B*Witched, Southside Rockers, Donna Lewis, No Mercy, 4 the Cause und Vengaboys |
| 8  | 5. Dezember 1998   | Arena Oberhausen                       | Oberhausen        | Daisy Dee und Sebastian Radke                                                                                          | York, B*Witched, Die Roten Rosen, Sara, Down Low, Eagle-Eye Cherry, Absolute Beginner, ChazZ, Stars on 54, Xavier Naidoo, Karen Ramirez, Lighthouse Family, 2-4 Family, Zucchero, Innosense, Philipp, Christian Wunderlich und Rap Allstars |
| 9  | 5. März 1999       | Hanns-Martin-Schleyer-Halle            | Stuttgart         | Eva Habermann und Alessandro Barone                                                                                    | Mariah Carey, Oli.P, Echt, Modern Talking, Touché, E-17, SCYCS, Scooter, Fusion, An-ja, Die 3. Generation, Tic Tac Toe, Des’ree, Cappuccino, Lamar, Lenny Kravitz, Southside Rockers, Music Instructor, DeeVa, TQ und Vengaboys |
| 10 | 28. Mai 1999       | Neue Messe                             | Leipzig           | Eva Habermann und Alessandro Barone                                                                                    | Andru Donalds, Blue Nature, Culture Beat, Die Prinzen, Faithless, Jessica, Junia, Lamar, Lou Bega, Modern Talking, Passion Fruit, Oli.P, 2Hot4You, Christian Wunderlich, Tarkan, The Cardigans, Spike, Sara, Sasha, Q-Connection und Philipp |
| 11 | 27. September 1999 | Max-Schmeling-Halle                    | Berlin            | Eva Habermann, Daniel Hartwig, Stefanie Mensing, Mike Petschel                                                         | THE DOME Project feat. Rachel, Lou Bega, Geri Halliwell, Marc, Tone Lōc meets ZZ-Bros., York, Die 3. Generation, Tom Novy feat. Virginia, Eiffel 65, Illmatic, Scooter, Another Level, Glow, Sabrina Setlur, DJ BoBo, Southside Rockers, Q-Connection, Echt, Destiny’s Child, Xavier Naidoo, Ronan Keating und Loona                                                                                    |
| 12 | 26. November 1999  | Kölnarena                              | Köln              | Eva Habermann | Eiffel 65, Oli.P, Echt, Touché, Laura, Greg Wood, Scooter, Texas, Loona, Junia, Sixpence None the Richer, Sabrina Setlur, Five, Die Allianz, In-Mood feat. Juliette, DJ Tomekk feat. MC Rene, Christian Wunderlich, DNL, Aleksey, Tom Jones with Mousse T. und Stefan Raab & Truck Stop |
| 13 | 10. März 2000      | Sachsenarena                           | Riesa             | Daniel Hartwig, H.P. Baxxter, Nicci Juice, Stefanie Mensing (Backstage) und Mola Adebisi (Backstage)                   | U 96, French Affair, Westlife, Prezioso feat. Marvin, Laura, Trance Allstars, Rollergirl, Montell Jordan, Phats & Small, Ayman, Eiffel 65, Sonny Jones feat. Tara Chase, Die 3. Generation, Bloodhound Gang, Band ohne Namen, Vengaboys, Atemlos, Highland, Enrique Iglesias und Passion Fruit |
| 14 | 26. Juni 2000      | Hanns-Martin-Schleyer-Halle            | Stuttgart         | Daniel Hartwig und Nicci Juice, Mola Adebisi (Backstage)                                                               | Junia, Passion Fruit, Four Colourz, Modern Talking, Marc Anthony, ATC, Reamonn, Bomfunk MC’s, Jessica Simpson, Melanie C, Oceana & Kim, Eagle-Eye Cherry, Tic Tac Toe, Die 3. Generation, Scooter, Score, Oli.P, Sasha, Zlatko und Big Brother Allstars |
| 15 | 1. September 2000  | Messe Erfurt                           | Erfurt            | Daniel Hartwig, Nicci Juice und Jenny Elvers                                                                           | Tamy, Southside Rockers, X-perience, Atemlos, Rollergirl, Mauro Picotto, True Steppers feat. Victoria Beckham, ATC, Das Bo, Zorotl, Laith Al-Deen, Tic Tac Toe, Die 3. Generation, Loona, Bomfunk MC’s, Ronan Keating, Sonique, Alex, Zlatko, DJ Ötzi und Marcus Schenkenberg |
| 16 | 1. Dezember 2000   | Velodrom                               | Berlin            | Daniel Hartwig | Brooklyn Bounce, Vanessa Amorosi, Westlife, Berger, Orange Blue, Craig David, Jeanette, M-2000, Mauro Picotto, ATC, Sheeba, Lexy & K-Paul, Mr. X & Mr. Y, Toploader, Melanie Thornton, Rednex, Christian, Sub7even, Laith Al Deen, Anastacia und A*Teens |
| 17 | 16. Februar 2001   | Westfalenhalle                         | Dortmund          | Daniel Hartwig, Nicci Juice, Phil Daub und Sebastian Deyle; Mola Adebisi (Backstage), Milka Loff Fernandez (Backstage) | DJ Ötzi, Yamboo, Modern Talking, Jeanette, Ronan Keating, Milk & Sugar, Spooks, Public Domain, Brooklyn Bounce, Shakatak, Sweetbox, ATC, RBA, Ayman & Naima, Right Said Fred, A*Teens, DJ BoBo, Harry, Walter, Christian und No Angels |
| 18 | 11. Mai 2001       | Sachsenarena                           | Riesa             | Daniel Hartwig, Ben Rüdinger, Diana Ampft, Andrea Singh und Jeanette Biedermann                                        | Loona, Westlife, No Angels, Niemann, Shaggy, Modern Talking, Glashaus, Scooter, Millane Fernandez, Public Domain, Sylver, Safri Duo, Sugababes, Sofaplanet, Sarah Connor feat. TQ, It-Girls, Apricot, Rivage, Zee, Captain Hollywood Project, Melanie Thornton, Rollergirl und Hear’Say |
| 19 | 31. August 2001    | Arena Oberhausen                       | Oberhausen        | Daniel Hartwig | Scooter, Right Said Fred, Safri Duo, DJs@Work, Band ohne Namen, Sylver, Alicia Keys, Millane Fernandez, Daddy DJ, Sweetbox, Zoe, Kai Tracid, Hermes House Band, Geri Halliwell, No Curfew, Nicole da Silva, Schiller & Heppner, Sarah Connor, Faithless, Oli.P, No Angels und King África |
| 20 | 1. Dezember 2001   | Ostseehalle                            | Kiel              | Daniel Hartwig | Enrique Iglesias, Rick Astley, Mariah Carey, Wyclef Jean, Brooklyn Bounce, Alizée, E Nomine, Prezioso feat. Marvin, Rimini Project, B3, Westlife, DJ Ötzi, Jeanette, Sarah Connor, Bro’Sis, No Angels, Sasha, S Club 7, Alcazar, ATC und Scooter |
| 21 | 1. März 2002       | Hanns-Martin-Schleyer-Halle            | Stuttgart         | Daniel Hartwig und Nicci Juice                                                                                         | Samajona, Isabel, Billy Crawford, DJ BoBo, Jeanette, No Angels, Bro’Sis, E Nomine, Alizée, Lighthouse Family, Rollergirl, Frei, Mis-Teeq, Nicole da Silva, Shakira, O-Town, Natural, B3, Modern Talking, Mental Theo, Ben feat. Gim und Scooter |
| 22 | 24. Mai 2002       | Erdgasarena                            | Riesa             | Daniel Hartwig und Nicci Juice                                                                                         | Xavier Naidoo, Wonderwall, Hermes House Band & DJ Ötzi, SCYCS, Brooklyn Bounce, Band ohne Namen, Mad’House, B3, Mental Theo, Modern Talking, Wyclef Jean, Goldjunge, Kosheen, Black Kappa, No Doubt, Natural, No Angels, Bro’Sis, Tears und Alex C. feat. Yasmin K. |
| 23 | 6. September 2002  | Ostseehalle                            | Kiel              | Daniel Hartwig, Nicci Juice, H.P. Baxxter, Stephan Michme, Collien Ulmen-Fernandez, Sebastian Höffner                  | Ronan Keating, Sandy & Junior, Bro’Sis, Pierre, DJ Ötzi, No Angels, Massive Töne, Mark ’Oh meets Digital Rockers, Marta, Right Said Fred, ABS, Novaspace, Trucks, Secret Tunes, Loona, Sugababes, Ben, Puddle of Mudd, Sarah Connor, Jeanette, Natural und Jan Wayne |
| 24 | 30. November 2002  | Westfalenhalle                         | Dortmund          | Daniel Hartwig, Nicci Juice und Yvonne Catterfeld                                                                      | Jeanette, Right Said Fred, Blank & Jones feat. Anne Clark, Band ohne Namen, Jan Wayne, Kess, Dannii Minogue, Groove Coverage, Heaven Sent, Yvonne Catterfeld, Massive Töne, Orion Too, Loona, Nena, B3, Ben, DJ Tomekk, Xavier Naidoo, Pierre, Bro’Sis, Avril Lavigne und O-Town |
| 25 | 28. Februar 2003   | Olympiahalle                           | München           | Daniel Hartwig, Ben und Yvonne Catterfeld                                                                              | DJ BoBo, B3, Atomic Kitten, Sylver, Shaggy, Jeanette, Gareth Gates, Hermes House Band, Modern Talking, Yvonne Catterfeld, Marco feat. Jesse Brade, Blue, Barby Schiller, Kate Ryan, Gerd-Show, Sweetbox, Natural, Bro’Sis, SCYCS, Snap!, DSDS-Allstars und Panjabi MC |
| 26 | 23. Mai 2003       | Erdgasarena                            | Riesa             | Daniel Hartwig, Ben und Yvonne Catterfeld                                                                              | B3, Snap, Kate Ryan, NG3, Nena & Kim Wilde, Gareth Gates, Will Young, Rod Michael, Scooter, Jan Wayne, Starsplash, Jeanette, Before Four, Tobias Schenke, Bro’Sis, Toni Cottura, Oli.P, DJ Tomekk, RZA feat. Xavier Naidoo, Alexander, Daniel K., DJ Tomekk pres. Trooper Da Don feat. Vanessa S., Yvonne Catterfeld und Ulf                                                                            |
| 27 | 5. September 2003  | Hanns-Martin-Schleyer-Halle            | Stuttgart         | Daniel Hartwig, Ben und Yvonne Catterfeld                                                                              | Massive Töne, No Angels, Mustafa Sandal, Outlandish, Patrick Nuo, Reamonn, Buddy vs. DJ The Wave, Mykel Angel, Levée, The Rasmus, Kid Alex, DJ Ötzi, Jessica, D!Nation, Rocco, Martin Kesici, Kelly Clarkson, Special D., Vanessa S., Judith Lefeber und B3 |
| 28 | 5. Dezember 2003   | Stadthalle                             | Wien              | Daniel Hartwig, Ben und Yvonne Catterfeld                                                                              | Jeanette, Patrick Nuo, Ben, Karen David, Sugababes, Alexander, B3, Blu Cantrell, Eko Fresh, Vanessa S., Groove Coverage, Vanilla Ninja, Scooter, Preluders, Overground, Bro’Sis, Buddy, Judith Lefeber, Fame Band und Before Four |
| 29 | 5. März 2004       | Velodrom                               | Berlin            | Yvonne Catterfeld und Ben                                                                                              | Yvonne Catterfeld, Alexander, Become One, Natural, Phats & Small, OutKast, Kurt Nilsen, Vanilla Ninja, Jamelia, Kylie Minogue, Bro’Sis, Ferris MC, HIM, Oomph!, Within Temptation, Starsplash, Novaspace, Nelly Furtado, Enrique Iglesias, Baby Bash, Die 3. Generation, Patrick Nuo, Kevin Lyttle und Blazin’ Squad                                                                                    |
| 30 | 21. Mai 2004       | Ostseehalle                            | Kiel              | Yvonne Catterfeld und Ben                                                                                              | Yvonne Catterfeld, Alexander, Kanye West, B3, Kurt Nilsen, Vanilla Ninja, Shebang, Bosson, Preluders, Bro’Sis, Sandy, Vanessa Petruo, Novaspace, Sabrina Setlur, Jelena, Melendiz, O-Zone, Hermes House Band, DJ Ötzi, Jeanette, DJ Tomekk pres. Lil’O feat. Said, Jam & Spoon feat. Rea, Natasha Thomas, Frankee und Fefe Dobson                                                                       |
| 31 | 4. September 2004  | Frankenhalle                           | Nürnberg          | Yvonne Catterfeld und Ben, Kader Loth                                                                                  | Vanilla Ninja, Bro’Sis, Blue Lagoon, Yvonne & Ben, Ben, Verena Kerth, Raptile feat. Valezka, Preluders, Silbermond, Sido, Frameless, Christina Stürmer, Sandy, Hot Banditoz, De Randfichten, 3rd Wish, Jeanette, H-Blockx, Blazin’ Squad, B3, Haiducii, Danzel, Faithless, Samy Deluxe, Big Brother Allstars und Natural                                                                                |
| 32 | 26. November 2004  | TUI Arena                              | Hannover          | Yvonne Catterfeld und Ben                                                                                              | Yvonne & Ben, Natasha Bedingfield, Kurt Nilsen, Preluders, Ben, Within Temptation, Scooter, Eric Prydz, Kate Ryan, Scala, Big Brother Allstars, Loona, Jeanette, Juli, Boppin’B & Sasha, Nelly, The Cure, Blue, Sophie B. Hawkins, Patrick Nuo und Sarah Connor |
| 33 | 25. Februar 2005   | Salzburgarena                          | Salzburg          | Yvonne Catterfeld und Ben                                                                                              | Nelly, Schnappi, Natasha Bedingfield, Ch!pz, Nu Pagadi, Scooter, Sandy, Vanilla Ninja, DJ BoBo, Global Deejays, Mia Aegerter, Alexander, T.Rio, Yvonne Catterfeld, Sarah Connor, Blue Lagoon, Gracia, Akon feat. Azad, Christina Stürmer, Silbermond, DJ Ötzi und Virus Inc. |
| 34 | 20. Mai 2005       | Westfalenhalle                         | Dortmund          | Yvonne Catterfeld und Ben                                                                                              | Mustafa Sandal, Yvonne Catterfeld, Kate Hall, Ben, Banaroo, Speedy feat. Lumidee, Gift, Atomik Harmonik, Sunset Strippers, Elize, Kelly Osbourne, Natasha Bedingfield, Ch!pz, Christina Stürmer, Joana Zimmer, Fler, Arash, Glashaus, The BossHoss, Erkan & Stefan und Faiz Mangat |
| 35 | 2. September 2005  | Messe Erfurt                           | Erfurt            | Yvonne Catterfeld und Ben                                                                                              | Pachanga, Marc Terenzi, Kate Hall, Beats & Styles, Banaroo, Doreen, Die Firma, Revolverheld, Yvonne Catterfeld, Valezka, Raptile, US5, Ch!pz, The Rasmus, Hermes House Band with Tony Christie, Hot Banditoz, Christina Stürmer, Aneela, Ilona Mitrecey, Tokio Hotel, The Black Eyed Peas, Lucie Silvas, DJ Tomekk feat. Fler & G-Hot, Maya Saban feat. Cosmo Klein und Simon Webbe                     |
| 36 | 2. Dezember 2005   | SAP Arena                              | Mannheim          | Oliver Petszokat und Anastasia Zampounidis                                                                             | Amy Diamond, Schnappi, Tone, Scooter, Muhabbet, Gracia, Natasha Thomas, Xavier Naidoo, Sarah Connor, Banaroo, US5, Melanie C, Die Firma, Jeanette, Christina Stürmer, Vanessa Petruo, Hot Banditoz, Carla Vallet, Marc Terenzi, Preluders, Tokio Hotel, Raptile und Culcha Candela |
| 37 | 10. März 2006      | Königpalast                            | Krefeld           | Oliver Petszokat, Sandy Mölling und Anastasia Zampounidis                                                              | Sean Paul, Eric Benét & Yvonne Catterfeld, Massive Töne, Flipsyde, Christina Stürmer, Pinocchio, Mattafix, Banaroo, US5, Ch!pz, Sido feat. G-Hot, Tokio Hotel, Reamonn, LaFee, Marlon, Revolverheld, DSDS-Finalisten, Rapsoul, Grossstadtgeflüster, Alexander Klaws, Jeanette, Tarkan, Bob Sinclar presents Goleo VI feat. Gary „Nesta“ Pine, Giuseppe, Tic Tac Toe, Nathalie Tineo, Blog 27 und Karmah |
| 38 | 26. Mai 2006       | Stadthalle (damals offiziell AWD-Dome) | Bremen            | Oliver Petszokat, Sandy Mölling und Anastasia Zampounidis                                                              | Crazy Frog, Roger Moore, Marie Serneholt, Banaroo, Sylver, Vanilla Ninja, Yoomiii, Flipsyde, Silbermond, Goleo VI presents Lumidee vs. Fatman Scoop, Ch!pz, Mattafix, Lee Ryan, Killerpilze, d.o.c.h., Simon Webbe, Lilyjets, LaFee, The Feeling, Sandy, Najoua Belyzel, Fler, Kate Ryan, Mike Leon Grosch und US5                                                                                      |
| 39 | 25. August 2006    | Neue Messe                             | Leipzig           | Oliver Petszokat, Sandy Mölling und Anastasia Zampounidis                                                              | Senta-Sofia, Mike Leon Grosch, Ian O’Brien-Docker, Jeanette, Sunrise Avenue, Jade, Vibekingz & Maliq, Pachanga, Aneela feat. Arash, Sha, Sebastian Hämer, Stacie Orrico, Lily Allen, Patrick, Killerpilze, Kim Wilde, Lordi, LaFee, Mattafix, Christina Stürmer, Reamonn und Fler |
| 40 | 1. Dezember 2006   | ISS Dome                               | Düsseldorf        | H.P. Baxxter, Gülcan Kamps und Verona Pooth                                                                            | All Saints, Bushido, Christina Stürmer, Joana Zimmer, Killerpilze, LaFee, Liza Li, MIA., Monrose, Reamonn, Reamonn & Lucie Silvas, Rosenstolz, Sandy, Scooter, Sunrise Avenue, US5 und Yvonne Catterfeld |
| 41 | 2. März 2007       | SAP Arena                              | Mannheim          | Gülcan Kamps, Elton und Marta Jandová                                                                                  | 2raumwohnung, Basshunter, Cascada, Jamelia, Jenna+Ron, J-Status feat. Rihanna, Kim Frank, Lexington Bridge, Liza Li, Luttenberger*Klug, Monrose, Nevada Tan, Nevio, Oomph! feat. Marta Jandová, Sido, Simon Webbe, Sunrise Avenue, Tokio Hotel und US5 |
| 42 | 25. Mai 2007       | TUI Arena                              | Hannover          | Bushido und Johanna Klum                                                                                               | Boundzound, Bushido, Chakuza, Debbie Rockt, DJ Ötzi, DSDS-Finalisten, Gentleman, Juli, Just Jack, LaFee, Mark Medlock, Melanie C, Mini Rockerz, Nevada Tan, Nevio, No Angels, Orishas, Peilomat, Rihanna, Sunrise Avenue und US5 |
| 43 | 31. August 2007    | Color Line Arena                       | Hamburg           | Elton, Sabrina Setlur und Giulia Siegel                                                                                | Azad, beFour, Bushido, Cinema Bizarre, Culcha Candela, Darin, Ich + Ich, Jörn Schlönvoigt, Kate Hall & Ben, Killerpilze, Kixs, LaFee, Lexington Bridge, Marquess, Milk & Honey, Nevada Tan, Sabrina Setlur, Scooter, Sha, Sido, B-Tight & Tony D, Tommy Reeve und US5 |
| 44 | 16. November 2007  | Stadthalle                             | Graz              | Detlef D! Soost und Sandra Thier                                                                                       | Alex C. feat. Y-ass, beFour, Christina Stürmer, Cinema Bizarre, Culcha Candela, Empty Trash, Ich + Ich, Jimi Blue, Jörn Schlönvoigt, Killerpilze, LaFee, Lexington Bridge, Mattafix, Nevio, Philip Cole, Popstars-Finalisten, Robeat, Shanadoo, Tommy Reeve und US5 |
| 45 | 14. März 2008      | Messe Friedrichshafen                  | Friedrichshafen   | Susan Sideropoulos, Detlef D! Soost und Ross Antony                                                                    | Alex C. feat. Y-ass, Basshunter, beFour, Christina Stürmer, Empty Trash, Fettes Brot, Ich + Ich, Jimi Blue, Markus Becker, Monrose, Olaf Henning, OneRepublic, Room2012, Saad feat. Bushido, Schiller, Stanfour, Stefanie Heinzmann und Sunrise Avenue |
| 46 | 30. Mai 2008       | Stadthalle (damals offiziell AWD-Dome) | Bremen            | Joko und Monrose | Alemuel, Alex C. feat. Y-ass, Chakuza feat. Bushido, Christina Stürmer, Crazy Loop, DSDS-Finalisten, Estelle, Jesse McCartney, Kate Ryan, LaFee, Lützenkirchen, Madcon, M. Pokora, Mayor’s Destiny, Philip Cole, Sara Bareilles, Scooter, Thomas Godoj, Trix & Flix, Vincent und Wilson Gonzalez |
| 47 | 29. August 2008    | SAP Arena                              | Mannheim          | Joko und Mirjam Weichselbraun                                                                                          | Baracuda, Fady Maalouf, Fräulein Wunder, Jimi Blue, Kat DeLuna, Killerpilze, Kool Savas feat. Azad, Lady Gaga, Lulu Lewe, Marquess, MIA., Nevio, Oomph!, Paul Potts, Selina Herrero, September, Shwayze, Stefanie Heinzmann, Marc Terenzi, The Rasmus, Thomas Godoj und Wilson Gonzalez |
| 48 | 5. Dezember 2008   | ISS Dome                               | Düsseldorf        | Bushido und Mirjam Weichselbraun                                                                                       | Adoro, Alex C. feat. Y-ass, Bushido feat. Karel Gott, Curse mit Silbermond, DJ Ötzi, Fady Maalouf, Giovanni, Jimi Blue, Kaiser Chiefs, Kate Hall, LaFee, MIA., Michael Hirte, Maria Mena, Popstars-Finalistinnen, Reamonn, Schäfer Heinrich, Stanfour feat. Jill, Stefanie Heinzmann, Tarééc feat. Chakuza, The Last Goodnight und Thomas D feat. Enik                                                  |
| 49 | 20. Februar 2009   | TUI Arena                              | Hannover          | Joko und Mirjam Weichselbraun                                                                                          | Cassandra Steen, DJ Ötzi und Kate Hall, Eisblume, Guru Josh Project, Jeanette, Lady Gaga, LaFee, Matze Knop, Max Mutzke, Queensberry, Razorlight, Reamonn, Samy Deluxe, Sido feat. Doreen, Sido feat. Kitty Kat & Tony D. und Tiziano Ferro |
| 50 | 22. Mai 2009       | Olympiahalle                           | München           | Joko und Mirjam Weichselbraun                                                                                          | a-ha, Alexander Rybak, Cassandra Steen feat. Adel Tawil, Eisblume, James Morrison, Jeanette, Kerli, Mando Diao, Pet Shop Boys, Queensberry, Reamonn, Scooter, Selig, Sunrise Avenue, The All-American Rejects, The Baseballs und The Black Eyed Peas. |
| 51 | 21. August 2009    | Lanxess Arena                          | Köln              | Joko und Mirjam Weichselbraun                                                                                          | Aqua, Cascada, Cinema Bizarre & Space Cowboy, Culcha Candela, David Guetta feat. Kelly Rowland, Eisblume, Emilíana Torrini, Eva Simons, Frauenarzt & Manny Marc, Justin Bieber, Kitty Kat, Livingston, Lovestoned, Milow, No Angels, Panik, Scooter, Shaggy feat. Gary „Nesta“ Pine, Space Cowboy & Chelsea und Sunrise Avenue                                                                          |
| 52 | 20. November 2009  | Stadthalle                             | Graz              | Mirjam Weichselbraun und Elton                                                                                         | Agnes, Alex C. feat. Y-ass, Aura Dione, Cascada, Culcha Candela, DJ Ötzi, Giovanni feat. The Dome Allstars, Glashaus, Jeanette, Nena, No Angels, Queensberry, Sarah Kreuz, Scooter, Stanfour und The Rasmus feat. Anette Olzon |
| 53 | 5. März 2010       | Velodrom                               | Berlin            | Joko und Mirjam Weichselbraun                                                                                          | Amy Macdonald, Aura Dione, Baschi, Betty Blitzkrieg, Cascada, Dominik Büchele, Fettes Brot, Die Atzen Frauenarzt & Manny Marc, Ich + Ich, Justin Bieber, Killerpilze, Livingston, Milow, Schiller, Sido, Stromae, Unheilig und Xavier Naidoo |
| 54 | 20. Mai 2010       | Hanns-Martin-Schleyer-Halle            | Stuttgart         | Joko und Mirjam Weichselbraun                                                                                          | Alex Max Band, Annemie, Aura Dione, Culcha Candela, Dan Bălan, Dominik Büchele, Die Atzen Frauenarzt & Manny Marc, Gabriella Cilmi, K’naan, Lovestoned, Mark Medlock, Medina, Mehrzad Marashi, Monrose, N-Dubz, Oliver Lawrence, Stanfour feat. Esmée Denters, Stefanie Heinzmann, Unheilig, Split und Velile & Safri Duo                                                                               |
| 55 | 27. August 2010    | TUI Arena                              | Hannover          | Johanna Klum, Mehrzad Marashi und Daniela Katzenberger                                                                 | AudibleMind, Aura Dione, Berlin-Mitte, Charlee, Christina Stürmer, Daniela Katzenberger, David Hasselhoff & Bella Vida, Emily Osment, Gina-Lisa, Jason Derulo, Locnville, Luxuslärm, Madcon, Medina, Mike Posner, Monrose, Nina Hagen, Plan B, Stromae, Taio Cruz, The Wanted und Yolanda Be Cool & DCUP                                                                                                |
| 56 | 26. November 2010  | ISS Dome                               | Düsseldorf        | Simon Gosejohann und Johanna Klum                                                                                      | Frida Gold, Madcon, Medina, Revolverheld feat. Marta Jandová, Culcha Candela, Monrose, Max Mutzke, Edita Abdieski, Alphaville, Aloe Blacc, Far East Movement, Christina Stürmer, Mike Posner, The Black Pony, Christian Durstewitz, Paul Potts und Planet Emily |
| 57 | 12. März 2011      | Musical Theater                        | Bremen            | Nina Moghaddam und Peer Kusmagk                                                                                        | Alexis Jordan, Sunrise Avenue, The Black Pony, Culcha Candela, Die Atzen, Aloe Blacc, Tinie Tempah, Martin Solveig, In Extremo, Bullmeister, Medina, Joelina Drews, Flo Rida, Fabian Hintzen, Florian Zimmer, David Werker, Andrea Renzullo und The Spoilt |
| 58 | 1. Juni 2011       | Colosseum Theater                      | Essen             | Nina Moghaddam und Bushido                                                                                             | Andreas Bourani, Blue, Bushido, Cascada, Cassandra Steen, Emma6, Gentleman, Jedward, J. Williams, Jupiter Jones, LaFee, Milow, MiMi, Natalia Kills, Pietro Lombardi, Pitbull, Scooter und Sag Niemals Nie |
| 59 | 31. August 2011    | Forum Theater                          | Ludwigsburg       | Collien Ulmen-Fernandes und Die Atzen                                                                                  | Sunrise Avenue, Tim Bendzko, Alexandra Stan, Auletta, Marlon Roudette, Pietro Lombardi, Sarah Engels, Inna, Pigeon John, Lucenzo feat. Don Omar, DJ Antoine vs. Timati, Madcon feat. Itchy, Eko Fresh feat. Nino de Angelo, Die Atzen, Glasperlenspiel, Cassandra Steen und Was wäre wenn |
| 60 | 30. November 2011  | Theater am Marientor                   | Duisburg          | Collien Ulmen-Fernandes und Susan Sideropoulos                                                                         | Ardian Bujupi, Aura Dione, BRAVO Star 2011-Finalisten, Culcha Candela, Glasperlenspiel, One Direction, Pietro Lombardi, R.I.O., Scooter feat. Vicky Leandros, Taio Cruz, The BossHoss, X-Factor-Finalisten und Mobic |
| 61 | 16. März 2012      | Rhein-Main-Theater                     | Wiesbaden         | Collien Ulmen-Fernandes, Mandy Capristo, Sami Slimani und Bela Klentze                                                 | Unheilig, Ivy Quainoo, Mike Candys, Patrick Miller, The Black Pony, Kay One, Max Buskohl, Tove Styrke, Beta 2.0, Cover Drive, Trackshittaz, Mic Donet, Roman Lob, Eisblume, Walk Off the Earth, Stefanie Heinzmann, Inside Melina und Sons of Midnight |
| 62 | 1. Juni 2012       | Colosseum Theater                      | Essen             | Collien Ulmen-Fernandes, Oliver Pocher und Sami Slimani                                                                | Amy Macdonald, Die Atzen, Jedward, Timomatic, Mandy Capristo, Conor Maynard, Alex Clare, Tacabro, Luca Hänni, Daniele Negroni, Los Colorados, DJane Housekat, Oceana, Chima, Mark Forster, Kris feat. Dante Thomas, Damon Paul feat. Patricia Banks |
| 63 | 29. August 2012    | Forum Theater                          | Ludwigsburg       | Collien Ulmen-Fernandes, Oliver Pocher und Ole ohne Kohle                                                              | Olly Murs, Daniele Negroni, Jennifer Rostock, Madsen, Mandy Capristo, Tim Bendzko, José de Rico, Tacabro, R.I.O. feat. U-Jean, Loreen, Luca Hänni, Roman Lob, Glasperlenspiel, Shaggy, Sido |
| 64 | 30. November 2012  | Musical Theater Bremen                 | Bremen            | Collien Ulmen-Fernandes & Oliver Pocher                                                                                | Ivy Quainoo mit Stanfour, Jay Sean, Chima, Rita Ora, Miriam Bryant, Emeli Sandé, DJ Ötzi, Oceana, Moses Pelham, Ola, MC Fitti, Jonas Myrin, Schlafes Bruder, BluePearl, Tommy Finke & Band (Als Newcomer der VW Soundfoundation) |
| 65 | 30. November 2018  | König-Pilsener-Arena                   | Oberhausen        | Meike Gehring, Julia Krüger, Lisa und Lena & Giovanni Zarrella                                                         | Alex Aiono, Alle Farben, Álvaro Soler, Anne-Marie, Bars and Melody, Bato, Bengio, Die Lochis, Gestört aber geil, Jaden Bojsen, Jorge Blanco, Josh., Juri, Lena, Little Mix, Lina, Lukas Graham, Manuellsen, Mike Singer, Namika, NKSN, Pietro Lombardi, Rea Garvey, Revolverheld |

## Musiker mit den meisten Auftritten
Stand: The Dome 65
- 23 Auftritte: Scooter

- 18 Auftritte: Jeanette Biedermann
- 16 Auftritte: Sandy Mölling (11 Auftritte davon mit den No Angels)
- 13 Auftritte: Christina Stürmer, DJ Ötzi, Yvonne Catterfeld, Giovanni Zarrella (10 Auftritte davon mit Bro’Sis)
- 11 Auftritte: LaFee, No Angels, Faiz Mangat (10 Auftritte davon mit Bro’Sis)
- 10 Auftritte: B3, Bro’Sis, Vanessa Petruo (8 Auftritte davon mit den No Angels) Rea Garvey (9 Auftritte davon mit Reamonn)

- 9 Auftritte: Culcha Candela, DJ BoBo, Reamonn, Sunrise Avenue, US5, Mandy Capristo (6 davon mit Monrose)
- 8 Auftritte: Alex C. (einmal mit U 96), Ben, Killerpilze, Loona, Modern Talking
- 7 Auftritte: Bushido, Sarah Connor, Sido, Xavier Naidoo
- 6 Auftritte: Alexander Klaws (einmal mit den DSDS-Allstars), Die 3. Generation, Hermes House Band, Oli.P, Sabrina Setlur, Tic Tac Toe, Vanilla Ninja, Simon Webbe (3 Auftritte davon mit Blue), Monrose
- 5 Auftritte: ATC, Aura Dione, Banaroo, Band ohne Namen, Cascada, Cassandra Steen (2 Auftritte davon mit Glashaus), Ch!pz, DJ Tomekk, Kate Hall, Kate Ryan, Nevio (einmal mit den DSDS-Allstars), Preluders, Rod Michael (4 Auftritte davon mit B3), Sasha, Stanfour, Stefanie Heinzmann, Yasmin K.
- 4 Auftritte: Philip Cole, Brooklyn Bounce, Caught in the Act, Doreen (einmal mit Nu Pagadi), Down Low, Eisblume, Fler, Frauenarzt, Ich + Ich, Jimi Blue Ochsenknecht, Kim Frank (3 Auftritte davon mit Echt), Madcon, Manny Marc, Marc Terenzi, Massive Töne, Mattafix, Medina, Nana, Natural, Patrick Nuo, Queensberry, Right Said Fred, Rollergirl, Ronan Keating, Shaggy, Silbermond, Southside Rockers, Sweetbox, Sylver, The Rasmus, Tokio Hotel, Touché, Vengaboys, Westlife, Revolverheld, Pietro Lombardi
- 3 Auftritte: Azad, beFour, Blue, Chakuza, Christian Wunderlich, Cinema Bizarre, Culture Beat, Echt, Eiffel 65, Enrique Iglesias, Faithless, Fady Maalouf (einmal mit den DSDS-Allstars), Fettes Brot, Glashaus, Glasperlenspiel, Hot Banditoz, Jam & Spoon, Jan Wayne, Joana Zimmer, Judith Lefeber (einmal mit den DSDS-Allstars), Junia, Kurt Nilsen, Lexington Bridge, Melanie C, MIA., Mike Leon Grosch (einmal mit den DSDS-Allstars), Milow, Natasha Bedingfield, Nena, Nevada Tan, No Mercy, Novaspace, Oomph!, Passion Fruit, Raptile, Safri Duo, Schiller, SCYCS, Sugababes, Sylver, Unheilig, Vanessa S. (einmal mit den DSDS-Allstars), Wyclef Jean

## Moderatoren

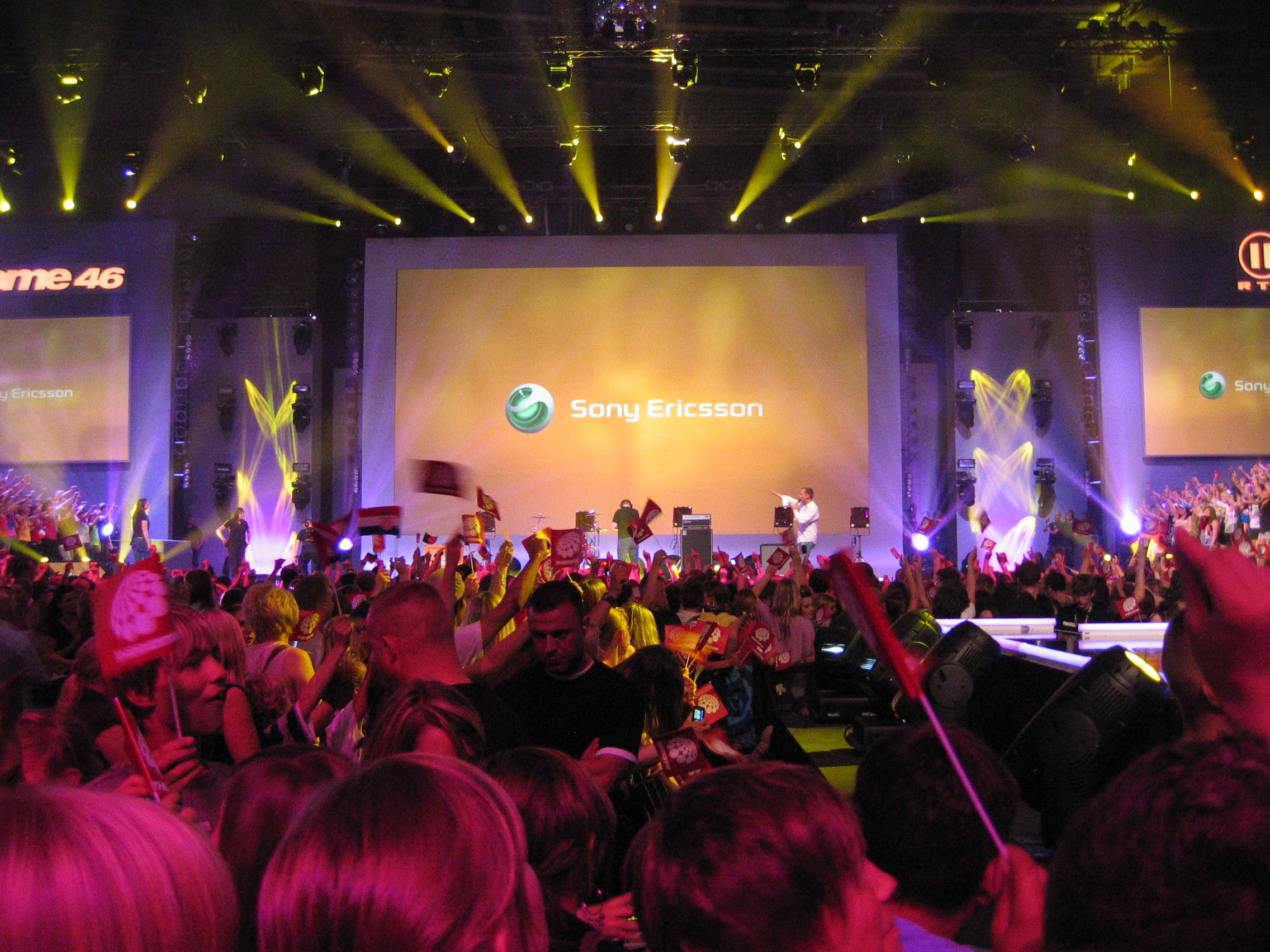
The Dome 46 in Bremen

| Moderator/in                                                     | Zeitraum                                                                                               | Folgen      |
| ---------------------------------------------------------------- | --- | ----------- |
| Daisy Dee                                                        | 25. Januar 1997 bis 5. Dezember 1998                                                                   | 01–8        |
| Mike Petschel                                                    | 28. Mai 1999 bis 26. November 1999                                                                     | 010, 11, 12 |
| Eva Habermann                                                    | 5. März 1999 bis 26. November 1999                                                                     | 09–12       |
| Daniel Hartwig                                                   | 10. März 2000 bis 5. Dezember 2003                                                                     | 13–28       |
| Yvonne Catterfeld und Ben                                        | 28. Februar 2003 bis 2. September 2005                                                                 | 25–35       |
| Oliver Petszokat                                                 | 2. Dezember 2005 bis 25. August 2006                                                                   | 36–39       |
| Gülcan Kamps                                                     | 1. Dezember 2006 und 2. März 2007                                                                      | 40+41       |
| Bushido                                                          | 25. Mai 2007, 5. Dezember 2008 und 1. Juni 2011                                                        | 42+48+58    |
| Elton                                                            | 2. März 2007, 31. August 2007 und 20. November 2009                                                    | 41+43+52    |
| Detlef D! Soost                                                  | 16. November 2007 und 14. März 2008                                                                    | 44+45       |
| Monrose und Joko Winterscheidt                                   | 30. Mai 2008                                                                                           | 46          |
| Mirjam Weichselbraun und Joko Winterscheidt                      | 29. August 2008 bis 20. Mai 2010                                                                       | 47–54       |
| Johanna Klum                                                     | 25. Mai 2007, 27. August 2010 und 26. November 2010                                                    | 42+55+56    |
| Peer Kusmagk                                                     | 12. März 2011                                                                                          | 57          |
| Nina Moghaddam                                                   | 12. März 2011 und 1. Juni 2011                                                                         | 57+58       |
| Die Atzen                                                        | 31. August 2011                                                                                        | 59          |
| Collien Ulmen-Fernandes                                          | 31. August 2011, 30. November 2011, 18. März 2012, 1. Juni 2012, 29. August 2012 und 30. November 2012 | 59–64       |
| Oliver Pocher                                                    | 1. Juni 2012, 29. August 2012 und 30. November 2012                                                    | 62–64       |
| Giovanni Zarrella, Meike Gehring, Lisa und Lena und Julia Krüger | 30. November 2018                                                                                      | 65          |

## Bandcontest
- 2008: TOS (The Dome 45 im März 2008 in Friedrichshafen)
- 2009: Luxuslärm (Mai 2009 in München)
- 2010: Blow Up My Wedding (The Dome 53, 5. März 2010, Velodrom Berlin)
- 2010: Planet Emily (November 2010 im ISS Dome Düsseldorf)
- 2011: The Spoilt (The Dome 57 in Bremen)
- 2011: Sag Niemals Nie (1. Juni 2011 The Dome 58 Colosseum Theater in Essen)
- 2011: Was wäre wenn (The Dome 59 in Ludwigsburg)
- 2011: Mobic (The Dome 60 in Duisburg)
- 2012: Inside Melina (The Dome 61 in Wiesbaden)
- 2012: Damon Paul (The Dome 62 in Essen)
- 2012: BluePearl (The Dome 64 in Bremen)